# Pierre Séchet
Pierre Séchet (Domfront, 4 janvier 1939) est un flûtiste français.

## Biographie
De 1967 à 1980, Pierre Séchet se consacre à la musique contemporaine et fait partie de l'ensemble Ars Nova de Marius Constant. À partir de 1974, et pendant vingt ans, il est flûte solo de l'ensemble de Jean-Claude Malgoire, La Grande Écurie et la Chambre du Roy. À partir de 1984, il enseigne la flûte baroque au Conservatoire de Paris. Parmi ses élèves figurent Jocelyn Daubigney, Alexis Kossenko, François Lazarevitch, Serge Saïtta.

## Discographie
En plus des enregistrements avec Malgoire, Pierre Séchet a participé à plusieurs disques :
- Wilhelm Friedemann Bach, 6 Sonates pour 2 flûtes traversières sans basse - Pierre Sechet et Pénélope Evison, flûtes (1980, Stil Edition 1908 S80) (OCLC 823193706)
- Les Caractères de la danse : André Campra, Jean Baptiste Lully, Marin Marais, Jean-Ferry Rebel - Ensemble Ris et danceries, dir. Pierre Séchet (mai 1981, Stil Edition 1405 SAN81) (BNF 38239389)
- Rameau et Couperin, Pièces de Clavecin en Concerts, Concert Royaux - Laurence Boulay, clavecin ; Pierre Séchet, flûte ; Jean-Paul Burgos, violon ; Jean-Louis Charbonnier basse de viole (1981, Erato 20.276)
- Jean-Ferry Rebel, Les éléments - Orchestre lyrique de l'ORTF, dir. André Jouve ; František Jaroš, violon ; Jean Lamy, basse de viole ; Pierre Séchet, flûte ; Antoine Geoffroy Dechaume, clavecin (1974, LP « Inédits » ORTF 995 039) (OCLC 872630304)
- Pasticcio : Sonates et airs baroques : CPE. Bach, Dieupart, Leclair, Mangean, Walther - Gordan Nikolitch, violon ; David Walter, hautbois ; Pierre Séchet, flûte ; Jean-Marie Trotereau, violoncelle ; Béatrice Berstel, clavecin ; Caroline Delume, théorbe (Polymnie POL 580 103)[5]

## Documentaire
En 1998, il participe à un documentaire réalisé par Jean-Paul Ravez, intitulé La flûte et les bois (32 min), pour le Centre départemental de documentation pédagogique de l'Essonne. Pierre Sechet est accompagné de Gilles Burgos, Philippe Allain-Dupré, François Lazarevitch et Claire Soubeyran (facteur de flûtes)... (OCLC 692024375), (BNF 38411273)

## Éditeur et articles
- Johann Joachim Quantz, Essai méthode de flûte traversière contenant les principes de l'exécution musicale au XVIIIe siècle pour tous les musiciens, instrumentistes, chanteurs, accompagnateurs, solistes, Zurfluh, 2005 (7e éd. ; 1re éd. 1975), 37-336 p. ,  (ISBN 2-87750-099-3), (OCLC 658525689) Reproduction de l'édition paru chez Chrétien Frédéric Voss, Berlin 1752. Introduction de A. Geffroy-Dechaume et Réflexions par Pierre Séchet.
- La flûte traversière à une clef, dans Bulletin du Groupe d'Acoustique Musicale no 97, mai 1978. Avec F. Drouin, M. Castellengo. (OCLC 985546956)
- Josiane Bran-Ricci (éd.), avec Josiane Bran-Ricci, Claude Valette, Pierre Séchet, Michel Sanvoisin, Les Instruments de l'orchestre, Éditions de l'Illustration, coll. « Les Clefs de la musique », 1983,  (ISSN 0757-8083).

### Articles contextuels
- Flûte traversière baroque
- Interprétation historiquement informée
- La Grande Écurie et la Chambre du Roy